# Гайсинський ґебіт
Га́йсинський ґебі́т або Га́йсинська окру́га (нім. Kreisgebiet Gaissin) — адміністративно-територіальна одиниця генеральної округи Житомир райхскомісаріату Україна з центром у Гайсині, що існувала в роки Німецько-радянської війни.  

## Історія
Гайсинський ґебіт утворено на території Вінницької області опівдні 20 жовтня 1941 року з трьох довоєнних радянських районів Гайсинського, Джулинського і Теплицького, загальна чисельність населення яких становила 227 500 душ.
1 квітня 1943 року відбулося збільшення Гайсинського ґебіту за рахунок приєднання до нього частини Немирівського ґебіту (Ситковецький район). Тим часом, чисельність населення через розстріли євреїв, циган, комуністів, військовополонених, вербування або примусове вивезення місцевої молоді на роботу в Німеччину та інші несприятливі обставини зменшилася до 170 105 осіб. Зокрема, на роботу в Німеччину загалом з території Гайсинської округи було вивезено 13035 жителів: із Гайсинського району — 4862 особи, із Джулинського — 2550 людей, із Ситковецького — 1731 людину, з Теплицького — 3892 людини.
Станом на 1 вересня 1943 Гайсинський ґебіт складався з чотирьох районів: Гайсинського (нім. Rayon Gaissin), Джулинського (нім. Rayon Dshulinka), Ситковецького (нім. Rayon Sitkowzy) і Теплицького (нім. Rayon Teplik). Їхні межі збігалися з довоєнним радянським адміністративним поділом. 
В окружному центрі виходив щотижневик «Гайсинська газета» — орган Гайсинської округи.
На території Гайсинського району існували бойові оунівські групи.
Ґебіт формально існував до 4 лютого 1944 року.